# Mallotus kongkandae
Mallotus kongkandae är en törelväxtart som beskrevs av P.C.van Welzen och Phattar.. Mallotus kongkandae ingår i släktet Mallotus och familjen törelväxter. Inga underarter finns listade i Catalogue of Life.